# Trip beat
Trip beat, Tribit, Trip It o Mangue Trip es un género és la fusion del manguebeat y brega funky con la influencia de estilos musicais alternativos internacionales, como el trip hop. 
El estilo se basa en ritmos metálicos, electrónicos y minimalistas. Un exponente del género es la cantante brasileña Duda Beat.

## Origen
El nombre deriva de la combinación de los nombres "trip hop" y "manguebeat", que son los estilos que más influyen en el género.
Fue concebido por la banda brasileña Luísa e os Alquimistas, con su EP "Trip beat" que es considerado el fundador de este género musical. Según la banda, la intención era modernizar el movimiento musical Mangue Beat con influencias de la música alternativa internacional (trip hop) y la música popular nacional (funky brega).
De inmediato, el estilo ganó popularidad entre los nuevos artistas como Potyguara Bardo, Reiner, Paulo Germano y Rodrigo Ferro, además de ser adoptado por otros artistas consagrados como Alice Caymmi, Duda Beat, Pabllo Vittar e incluso la banda Mundo Livre S/A, una de las bandas más respetadas del movimiento manguebeat de los noventa.